# Concert per a piano núm. 1 (Rakhmàninov)
El Concert per a piano núm. 1, Op. 1, de Serguei Rakhmàninov va ser compost el 1891, quan el compositor només tenia 18 anys. El dedicà al pianista ucraïnès Aleksandr Siloti. L'obra va ser revisada el 1917.
El primer moviment fou estrenat el 17 de març de 1892, per l'orquestra dels estudiants del Conservatori de Moscou sota la batuta de Safonov amb el compositor al piano. La versió de 1917 va ser tocada per primera vegada igualment pel compositor amb l'orquestra de la societat simfònica russa sota la direcció d'Altschuler el 29 de gener de 1919 a Nova York.
Rakhmàninov en va realitzar la primera gravació discogràfica amb l'Orquestra de Filadèlfia sota la direcció d'Eugene Ormandy el 1939.
Es divideix en tres moviments: Vivace, Andante cantabile, i Allegro scherzando. A la versió de 1917, el tercer moviment és un Allegro vivace.

## Història de la composició

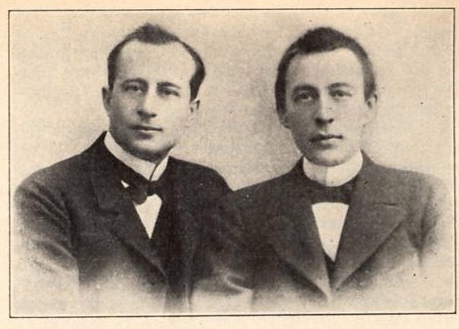
Siloti amb el seu alumne Rakhmàninov (a la dreta)

Liubov Rakhmàninov, que sabia que el seu fill tenia un gran talent musical, va buscar el consell d'Aleksandr Siloti, cosí de Serguei i també un alumne molt reeixit de Liszt, el qual li suggerí que s'hauria de posar sota l'estudi disciplinat d'un dels seus anteriors professors, Nikolai Zverev. El 1885, Serguei es traslladava a l'apartament de Zverev a Moscou per estudiar diligentment sota el control estricte de Zverev. Al mateix temps, estudià al Conservatori de Moscou amb Tanéiev i Arenski. Per al seu treball final com a estudiant, Rakhmàninov va compondre una òpera d'un acte titulada Aleko. L'obra va ser un gran èxit, guanyant Rakhmàninov la Gran Medalla d'Or, només atorgada pel conservatori per a dos altres estudiants en la seva història. Fou estrenada per Karl Gutheil i representada aviat al Teatre Bolxoi a Moscou, el 27 d'abril de 1893 junt amb extractes d'òperes per Glinka i Txaikovski.
Sent encara un estudiant, Rakhmàninov va compondre el primer treball important: el Primer Concert de piano. Rakhmàninov començava a escriure la peça el juny de 1890 al seu retir a Ivanovka, un lloc silenciós on poder compondre. No va completar el segon i el tercer moviment fins al juliol, encara que afirmà haver-los compost abans per la seva ment. Rakhmàninov estrenava el primer moviment el 17 de març de 1892 en un concert d'estudiants al Conservatori de Moscou. És interessant fixar-se en l'existència de pocs concerts de pianos russos abans del concert de Rakhmàninov. Els cinc concerts de piano d'Anton Rubinstein foren els primers.
Tanmateix, aquests tenien una clara influència de Mendelssohn i no seguien la tradició russa. El primer concert de Txaikovski del 1874, era el primer que captava un so veritablement rus i atrevit. Els professors de Rakhmàninov, Tanéiev i Arenski, van intentar escriure concerts de piano. El de Tanéiev datava del 1876-77, però no l'arribà a completar. Arenski, d'altra banda, n'estrenava un el 1881 com el seu Op. 2, que va servir per catapultar la seva carrera com a compositor, i potser per això li va suggerir una composició similar a Serguei.
Rakhmàninov, tanmateix, no va treure la seva inspiració dels concerts russos existents sinó que va ser el concert de piano d'Edvard Grieg el que el va influir més significativament. Mentre que Rakhmàninov residia a Ivanovka durant l'estiu de 1890, Siloti hi practicava el concert de Grieg.
Rakhmàninov obre el primer moviment amb floritures del piano que són similars al concert Grieg, així com el de Schumann i als concerts de Liszt. Tanmateix, aquests passatges són completament de creació pròpia, i s'integren a l'estructura del moviment sencer. L'obertura amb les trompes i les escales d'acords del piano és també evocadora de les campanes russes. El primer tema del moviment és molt líric i malenconiós, mentre que el segon tema és molt més viu per contrast. El primer moviment també té els trets d'una cadenza de solo expansiu completat amb acords potents i expressius que li donen potència. El segon moviment és un Andante Cantabile en la clau de re major, com un nocturn que proporciona la calma prèvia a la tempesta del tercer moviment on els passatges amb dobles octaves condueixen cap a un final exorbitant.
Per alguna raó, Rakhmàninov finalment no li acabava d'agradar el concert i l'any 1899, quan se'l va convidar a Londres per tornar a interpretar l'obra, el va refusar tot afirmant que "El primer concert no era prou bo per ser-hi interpretat" i prometent que el reescriuria amb la mateixa forma. De fet, la versió del concert que actualment s'interpreta és la versió que Rakhmàninov revisaria el 1917.